# Димитрий (Першин)
Иеромонах Димитрий (в миру Михаи́л Серге́евич Пе́ршин; 24 июля 1974, Москва) — иеромонах Русской православной церкви, журналист, миссионер.

## Биография
Воцерковился в последнем классе школы благодаря диакону Андрею Кураеву, который появлялся в школе и беседовал с учениками. Размышлял о поступлении в духовную семинарию, получил на это благословение архимандрита Кирилла (Павлова), на исповедь к которому ему помог попасть диакон Андрей Кураев, бывший в то время референтом Патриарха.
В 1991 году поступил на журфак МГУ, где Андрей Кураев создал тогда группу церковной журналистики.
С третьего курса учился одновременно также в Российском Православном Университете св. Иоанна Богослова, где Андрей Кураев стал деканом философско-богословского факультета.
В 1996 года начал публиковаться в газете «Радонеж».
В 1997 года поступил в аспирантуру философского факультета МГУ.
С 1997 года — старший преподаватель кафедры биоэтики Российского государственного медицинского университета.
В 2000 году, когда был образован Отдел по делам молодёжи Русской Православной Церкви, Михаил Першин, по благословению архиепископа Костромского и Галичского Александра (Могилёва), председателя Отдела, возглавил комиссию по духовно-нравственному просвещению и миссионерской работе Всероссийского православного молодёжного движения.
В 2000 году поступил в Московскую духовную академию, которую закончил в 2005 году по заочному сектору.
18 марта 2001 года рукоположён в сан диакона.
26 декабря 2006 года решением Священного Синода включён в состав делегации для III Европейской межхристианской ассамблеи на тему «Свет Христов светит всем; Надежда на обновление и единство в Европе», которая состоялась в городе Сибиу (Румыния) 3—9 сентября 2007 года.
19 апреля 2008 года рукоположён в сан иерея.
24 апреля 2008 года в Богоявленско-Анастасиином кафедральном соборе города Костромы архиепископом Костромским и Галичским Александром (Могилёвым) пострижен в монашество с именем Димитрий в честь святителя Димитрия Ростовского.
С 2009 по 2015 год — эксперт комитета по вопросам семьи, женщин и детей Госдумы РФ, разработчик положений двух федеральных законов, направленных на сокращение абортов в РФ и вступивших в силу в 2012 и 2014 годах, председатель комиссии по биомедицинской этике и медицинскому праву.
1 июля 2009 года Распоряжением Патриарха Московского и всея Руси Кирилла включён в образованные тогда же Редакционный совет и Редакционную коллегию по написанию учебника и методических материалов по учебному курсу «Основы православной культуры» для средней школы (главред — Андрей Кураев).
27 июля 2009 года решением Священного синода Русской православной церкви включён в состав Межсоборного присутствия Русской православной церкви. Переизбирался в состав Межсоборного присутствия в 2014 году и в 2018 году.
1 августа 2014 года руководством Кемеровской области награждён медалью «За достойное воспитание детей».
В сентябре 2019 года подписал открытое письмо священников в защиту фигурантов «московского дела», в 2022 году подписал обращение священнослужителей РПЦ с призывом к примирению и прекращению войны.

## Деятельность
В 2006 году стал одним из инициаторов создания телекомпании «Сретение» и с тех пор является её бессменным главным редактором. С 23 декабря 2011 года возглавляет Миссионерскую комиссию при Епархиальном совете г. Москвы.
Руководит информационно-издательским управлением Синодального отдела по делам молодёжи Московского Патриархата; директор центра библейско-патрологических исследований (программа поддержки молодых учёных Всероссийского православного молодёжного движения); заместитель председателя Братства православных следопытов.
Эксперт Синодального отдела по делам молодёжи Московского Патриархата, старший преподаватель кафедры биомедицинской этики Российского государственного медицинского университета, член редколлегии и редсовета по написанию учебника и методических материалов по учебному курсу «Основы православной культуры» для средней школы.
Автор более 200 журнальных статей по проблемам биоэтики, церковной истории и молодёжной миссии. За годы служения посетил с лекциями и выступлениями более 20 епархий Русской Православной Церкви.

## Критика
В 2009 году священноначалие вынесло предупреждение и порекомендовало о. Димитрию воздерживаться от выступлений в СМИ. Так, в открытом письме председатель Отдела по делам молодёжи архиепископ Костромской и Галичский Александр (Могилёв) написал: 
К сожалению, практика показала, что Вы ещё не обладаете достаточной зрелостью, чтобы делать грамотные публичные выступления в СМИ.
Борис Якеменко написал о нём в своём блоге:
В 2009 году на Селигере в рамках Общероссийского Образовательного Молодёжного Форума „Селигер“ проходила очередная „Православная смена“, на которую прибыло около 1400 человек. В разгар смены мне позвонили из одного церковного отдела и сказали, что на смену хочет приехать Першин и выступить с лекциями…
И здесь начались вещи интересные. Першин потребовал… 15 тысяч рублей за лекцию. <…>

Выставляли прейскуранты и строго следили за их соблюдением за всю историю „Православных смен“ только два человека — Кураев и его „ученик“ Першин.

## Публикации
статьи
- Преодоление смерти и спасение. Труды В. В. Розанова и патриарха Сергия (Страгородского) // Альфа и Омега. 2002. — № 1 (31). — С. 116—135
- Может, кто-то когда-то поставит свечу… Тезисы выступления на II Московском фестивале православной студенческой молодежи (8 сентября 2003 г.) // «Татьянин день», 15 декабря 2003
- Смех (Тыква пророка) // Альфа и Омега. 2004. — № 3 (41). — С. 277—286
- За гранью эвтаназии: легко ли «легко умирать»? // Альфа и Омега. 2005. — № 1 (42). — С. 297—314; № 2 (43). — С. 289—307
- Вера и наука: личностный аспект // Альфа и Омега. 2006. — № 2 (46). — С. 243—260.
- Подросток в православном лагере: проблемы и решения // Альфа и Омега. 2006. — № 3 (47). — С. 308—323
- Сколько проблем… // Альфа и Омега. 2007. — № 2 (49). — С. 263—271
- Миссия в эпоху глобализации: стратегия Церкви : Статья первая // Альфа и Омега. 2007. — № 3 (50). — C. 239—248
- «Статус эмбриона» // Человек, 2007. — № 2. — С. 98-108
- Миссия в эпоху глобализации: Миссия или.? // Альфа и Омега. 2008. — № 1 (51). — С. 308—217
- Братство православных следопытов: миссия к детям // Меневские чтения. Т. 2 : Православная педагогика : сборник материалов Второй научной конференции «Меневские чтения» (9-11 сентября 2007 г.). — Сергиев Посад : Приход Сергиевской церви в Семхозе, 2008. — 158 с. — С. 64-89
- Патриарх Сергий (Страгородский): миссионер, богослов // Приход : православный экономический вестник. 2008. — № 12. — С. 35-50
- Дети во вселенной: опыт пастырства // Меневские чтения. Т. 3 : Роль богослужения в Церкви : сборник материалов Третьей научной конференции «Меневские чтения» (9-10 сентября 2008 г.). — Сергиев Посад : Приход Сергиевской церви в Семхозе, 2009. — 142 с. — С. 73-84
- Миссия в эпоху глобализации: воцерковление времени // Альфа и Омега. 2009. — № 1 (54). — С. 211—222
- Миссионерская икономия патриарха Сергия (Страгородского) // Альфа и Омега. — 2009. — № 2 (55). — С. 119—138
- Миссия в эпоху глобализации // Православная миссия сегодня : сборник статей и публикаций. — М. : Изд. Московской Патриархии, Арефа, 2010. — 176 с. — С. 50-59
- Вторая смерть и Евхаристия // Альфа и Омега. 2011. — № 1 (60). — С. 134—151
- Россия может вести глобализацию на своих условиях // Апостолы среди нас? Особенности миссии III тысячелетия — М.: Даниловский благовестник, 2012.

отдельные издания
- Вопросы тестового контроля по дисциплине «Биомедицинская этика». М., ГОУ ВУНМЦ МЗ РФ, 2003, 32 стр.
- Мультимедийное учебное пособие (CD-диск) для студентов медицинских вузов. «Биоэтика сегодня. Лекции, статьи, учебные и методические пособия», М.: ГОУ ВПО РГМУ, М., 2005. «Рекомендовано Учебно-методическим объединением по медицинскому и фармацевтическому образованию вузов России в качестве мультимедийного учебного пособия для студентов медицинских вузов».
- Семинарские занятия по курсу «Биомедицинская этика». Для студентов лечебного, педиатрического, медико-биологического факультетов. Учебно-методическое пособие. Выпуск 2. М., 2007, 116 стр.
- Учебно-методическое пособие для преподавателей по дисциплине биомедицинская этика для медицинских и фармацевтических вузов. 2010 г., М.: ГБОУ ВПО РНИМУ им. Н. И. Пирогова